# Pickerings kärnkraftverk
Pickerings kärnkraftverk är ett kärnkraftverk i Kanada. Det ligger på norra sidan av Ontariosjön i Pickering i Ontario.
Anläggningen konstruerades i etapper mellan 1966 och 1986 av det statliga företaget Ontario Hydro. I april 1999 delades Ontario Hydro upp i fem företag där Ontario Power Generation tog över driften av Pickerings kärnkraftverk.
Pickering är ett av världens största kärnkraftverk med åtta CANDU-reaktorer varav 6 är i drift. Kraftverket är uppdelat i två delar: Pickering A (reaktor 1-4) där endast reaktor 1 och 4 är i drift med en kapacitet på 1 000 MW och Pickering B (reaktor 5-8) med en kapacitet på 2 100 MW.